# هلا رشدي
هلا رشدي (28 يوليو 1997)، ممثلة و مطربة مصرية ، شاركت بالتمثيل في مسلسل مكتوب عليا عام 2022، وقامت بالغناء في برنامج نجوم السماء عام 2022. .<ref>السير الذاتية: هلا رشدي - تمثيل. قاعدة بيانات الأفلام العربية.